# Ferry 45 Ro-Pax
Der Typ Ferry 45 Ro-Pax ist ein Doppelend-Fährschiffstyp der estnischen Werft Baltic Workboats.

## Geschichte
Von dem Typ wurden drei Einheiten für das estländische Verkehrsministerium (Transpordiamet) auf der Werft Baltic Workboats in Nasva gebaut. Sie werden im von Kihnu Veeteed betriebenen Fährverkehr zu den der estländischen Küste vorgelagerten Inseln eingesetzt. Der Schiffstyp wurde von der Bauwerft entworfen.

## Beschreibung
Die Schiffe werden von zwei MTU-Dieselmotoren des Typs 8V4000 mit jeweils 1000 kW Leistung angetrieben, die auf zwei Propellergondeln an den beiden Enden der Fähren wirken. Für die Stromerzeugung stehen zwei von Volvo-Penta-Dieselmotoren des Typs D9MG mit jeweils 184 kW Leistung angetriebene Generatoren zur Verfügung. Weiterhin wurde ein von einem Perkins-Dieselmotor des Typs E20PS-M mit 20 kW Leistung angetriebener Notgenerator verbaut.
Die Fähren verfügen auf dem Hauptdeck über ein durchlaufendes Fahrzeugdeck mit vier Fahrspuren. An beiden Enden befinden sich kurze, herunterklappbare Rampen, die auf die landseitigen Anleger aufgelegt werden. Die maximale Achslast auf dem Fahrzeugdeck beträgt 15 t auf den mittleren Fahrspuren und jeweils 3,5 t auf den seitlichen Fahrspuren. Das Fahrzeugdeck ist nach beiden Enden offen. Im mittleren Bereich ist es von den Decksaufbauten überbaut. Die nutzbare Durchfahrtshöhe auf dem Fahrzeugdeck beträgt 4,2 m.
Oberhalb des Fahrzeugdecks befindet sich ein Deck mit den Einrichtungen für die Passagiere, darunter Aufenthaltsbereiche mit Sitzgelegenheiten und einem Schnellrestaurant. Zu beiden Enden befinden sich offene Decksbereiche mit weiteren Sitzgelegenheiten. In den Decksaufbauten sind außerdem die Einrichtungen für die Schiffsbesatzung untergebracht. Das Steuerhaus ist mittig auf die Decksaufbauten aufgesetzt.
Der Rumpf der Schiffe ist eisverstärkt (Eisklasse 1A).

## Schiffe
| Ferry 45 Ro-Pax | Ferry 45 Ro-Pax | Ferry 45 Ro-Pax | Ferry 45 Ro-Pax                 | Ferry 45 Ro-Pax            |
| Bauname         | Bau- nummer     | IMO- Nummer     | Kiellegung Ablieferung          | Umbenennungen und Verbleib |
| --------------- | --------------- | --------------- | ------------------------------- | -------------------------- |
| Ormsö           | 90126           | 9744441         | 19. Dezember 2013 14. Mai 2015  | So in Fahrt                |
| Kihnu Virve     | 90128           | 9753129         | 19. Mai 2014 29. September 2015 | So in Fahrt                |
| Soela           | 90150           | 9776494         | 1. Juli 2015 18. April 2017     | So in Fahrt                |